# Liste der Handfeuerwaffen/C
Übersicht im Referenzwerk zu "Handfeuerwaffen C-Czar."

## C#
- C No.4 Mk I & Mk I* Lee-Enfield and (T) sniper variants
- C No.7 Mk I .22 trainer
- C1 (Kanada – Schnellfeuergewehr – 7,62 × 51 mm NATO)
  - C1A1 (Kanada – Schnellfeuergewehr – 7,62 × 51 mm NATO)
  - C1D (Kanada – Schnellfeuergewehr – 7,62 × 51 mm NATO)
  - C1A1D (Kanada – Schnellfeuergewehr – 7,62 × 51 mm NATO)
- C1 SMG (Kanada – Maschinenpistole9 × 19 mm)
- C2 (Kanada – lMG – 7,62 × 51 mm NATO)
  - C2A1 (Kanada – lMG – 7,62 × 51 mm NATO)
- C3 (UK – Repetiergewehr – 7,62 × 51 mm NATO)
  - C3A1 (UK – Repetiergewehr – 7,62 × 51 mm NATO)
- C3 MG (Kanada – MG – 7,62 × 51 mm NATO)
- C6 (Belgien – GPMG – 7,62 × 51 mm NATO)
- C7 (Kanada – Sturmgewehr – 5,56 × 45 mm NATO)
  - C7A1 (Kanada – Sturmgewehr – 5,56 × 45 mm NATO)
  - C7A2 (Kanada – Sturmgewehr – 5,56 × 45 mm NATO)
- Colt Canada C8 (Kanada – Verkürztes Sturmgewehr – 5,56 × 45 mm NATO)
  - Colt Canada C8A1 (Kanada – Verkürztes Sturmgewehr – 5,56 × 45 mm NATO)
  - Colt Canada C8A2 (Kanada – Verkürztes Sturmgewehr – 5,56 × 45 mm NATO)
- C9 (Belgien – lMG – 5,56 × 45 mm NATO: FN Minimi)
  - C9A1 (Belgien – lMG – 5,56 × 45 mm NATO: FN Minimi)
  - C9A2 (Belgien – lMG – 5,56 × 45 mm NATO: FN Minimi)
- C11 (Gewehr) 7,62 mm Scheibenbüchse
- C12A1 7,62 mm Scheibenbüchse

## Calico
- Calico Liberty (USA)
- Calico M100 (USA)
- Calico M110 (USA)
- Calico M900S (USA)
- Calico M950 (USA)
- Calico M960 (USA)

## Carl Gustav
- Carl Gustav 1873 (Schweden)
- Carl Gustav 1889 (Schweden)
- Carl Gustav M/45B (Schweden – Maschinenpistole – 9 × 19 mm)
- Carl Gustaf M96 (Schweden – Repetiergewehr – 6,5 × 55 mm)
- Carl Gustav M96/38 (Schweden – Repetiergewehr – 6,5 × 55 mm)
- Carl Gustav CG-40 (Schweden – GMG – 40 × 53 mm)

## CA…
- CADCO Medusa (USA – Revolver)
- Caliver
- Camel Gatling Gun
- Campo-Giro Model 1904 (Spanien – Pistole – 7,65 × 17 mm)
- Campo-Giro Model 1913 (Spanien – Pistole – 9 × 23 mm Largo)
- Campo-Giro Model 1913/16 (Spanien – Pistole – 9 × 23 mm Largo)
- Cane Gun

## CE…
- Cei-Rigotti Gewehr, Gasdrucklader im Kaliber 6,5 mm Carcano
- CETME
- CETME Ameli (Spanien – lMG – 5,56 × 45 mm NATO)
- CEV M1 (Brasilien – Maschinenpistole – 9 × 19 mm & .45 ACP)

## CH…
- Revolver Mas 1873-1874 11 mm (Frankreich – Revolver)
- Chassepotgewehr (Frankreich – Langwaffe)
- Chatelleraultpistole M1837 Marine (Frankreich – Pistole)
- Chauchat Machine Gun (Frankreich – lMG)
- CheyTac Intervention Scharfschützengewehr im Kaliber .408 Chey Tac
- Mauser M1895 (Chile – Repetiergewehr – 7 × 57 mm)
- China Lake (Granatwerfer) (USA – Granatwerfer – 40 × 46 mm)

## Chinese Type
- Typ 54 (China – Pistole – 7,62 × 25 mm)
- Typ 56 (Sturmgewehr) (China – Sturmgewehr – 7.62 × 39 mm)
- Typ 59 (China – Pistole – 9 × 18 mm)
- Typ 63 (Sturmgewehr) (China – Sturmgewehr – 7,62 × 39 mm)
- Typ 64 (China – Pistole – 7,62 × 17 mm)
  - Typ 67 (China – Pistole – 7,62 × 17 mm)
- Typ 77 (China – Pistole – 7,62 × 17 mm)
- Type 80 (China – Maschinenpistole – 7,62 × 25 mm)

## Clement
- Clement (Pistole)  diverse Modelle 1903, 1906 1907 jeweils Type I und Type II

## Colt

### Colt-Maschinenpistolen
- Colt-Thompson Maschinenpistolen und Selbstladewaffen
- Colt 9mm SMG (USA – Maschinenpistole – 9 × 19 mm)
  - Colt Modell 633
    - Colt Modell 633HB

  - Colt Modell 634
  - Colt Modell 635
  - Colt Modell 639
- Colt Monitor R80 (USA – lMG – .30-'06)
- Colt Vickers (USA – HMG)

### Colt-Pistolen
- Colt Model 1900 (USA – Pistole – .38 ACP)
- Colt Model 1902 Sporting (USA – Pistole – .38 ACP)
- Colt Model 1902 Military (USA – Pistole – .38 ACP)
- Colt Model 1903 Pocket Hammer (USA – Pistole – .38 ACP)
- Colt M1903 Pocket Hammerless (USA – Pistole – 7.65 × 17 mm)
- Colt Model 1905 Military (USA – Pistole – .45 ACP)
- Colt Model 1907 Military (USA – Pistole – .45 ACP: Prototype)
- Colt M1908 Pocket Hammerless (USA – Pistole – 9 × 17 mm)
- Colt M1908 Vest Pocket (USA – Pistole – 6.35 mm)
- Colt Model 1909 (USA – Pistole – .45 ACP: Prototype)
- Colt Model 1910 (USA – Pistole – .45 ACP: Prototype)
- Colt M1911 (USA – Pistole – .45 ACP)
  - Colt M1911A1 (USA – Pistole – .45 ACP)
- Colt Ace (USA – Pistole – .22lfB)
- Colt Service Ace (USA – Pistole – .22lfB)
- Colt Camp Perry Target Pistol (USA – Einschüssige Pistole - .22lfb)
- Colt Combat Elite (USA – Pistole – .45 ACP)
- Colt Commander (USA – Pistole – 9 × 19 mm, .38 Super, & .45 ACP)
  - Colt Combat Commander (USA – Pistole – 9 × 19 mm, .38 Super, & .45 ACP)
  - Colt Commander Gold Cup (USA – Pistole – .45 ACP)
- Colt Defender (USA – Pistole – .40 S&W & .45 ACP)
  - Colt Delta Elite (USA – Pistole – 10 mm Norma)
- Colt Delta Gold Cup (USA – Pistole – 10 mm Norma)
- Colt Double Eagle (USA – Pistole – 10 mm Norma & .45 ACP)
- Colt Gold Cup (USA – Pistole – .45 ACP)
- Colt Government Model (USA – Pistole – 9 × 19 mm, .38 Super, .40 S&W, & .45 ACP)
- Colt Government Model .380 (USA – Pistole – 9 × 17 mm)
- Colt Mustang (USA – Pistole – 9 × 17 mm)
- Colt OHWS (USA – Pistole – .45 ACP)
- Colt Pony (USA – Pistole – 9 × 17 mm)
  - Colt Pony Pocketlite (USA – Pistole – 9 × 17 mm)
- Colt Canada Para Ordnance LDA \ Hi-Cap (USA/Canada – Pistole 9 × 19 mm, .45 ACP, .40 S&W)
- Colt Woodsman (USA – Pistole - .22lfb, Reihenmagazin 10 Schuss, 1915 bis 1977)

### Colt-Revolver
- Colt-Perkussionsrevolver
- Colt M1836 Paterson (USA – Revolver – .31)
- Colt M1847 Walker (USA – Revolver – .44)
- Colt Dragoon (USA – Revolver)
- Colt M1851 Navy (USA – Revolver – .36)
- Colt Model 1855 Sidehammer Revolver
- Colt M1860 Army (USA – Revolver – .44)
- Colt M1861 Navy (USA – Revolver)
- Colt M1862 Pocket Navy (USA – Revolver)
- Colt M1862 Police (USA – Revolver – .36)
- Colt Baby Dragoon (USA – Revolver)
- Colt Conversion Revolver (USA – Revolver)
- Colt Model 1871-72 .44 Open Top (USA – Revolver)
- Colt House 1871 (USA – Revolver – .41 Rim Fire)
- Colt New Line Serie (USA – Revolver – .30, .31, .38RF)
- Colt NEW HOUSE, Colt NEW POLICE Revolver (USA – Revolver)
- Colt M1873 Single Action Army (USA – Revolver – .45 Colt)
  - Colt Bisley (USA – Revolver)
  - Colt Frontier Sixshooter (USA – Revolver – .44-40)
  - Colt New Frontier (USA – Revolver)
  - Colt Peacemaker (USA – Revolver)
- Colt M1877 Lightning Double Action (USA – Revolver – .38 Long Colt)
- Colt M1877 Thunderer Double Action (USA – Revolver – .41 Long Colt)
- Colt M1878 Frontier Double Action (USA – Revolver – .38-40, .44-40, & .45 Colt)
- Colt M1889 New Navy (USA – Revolver – .38 Long Colt)
- Colt M1892 New Army (USA – Revolver – .38 Long Colt)
- Colt M1894 New Army (USA – Revolver – .38 Long Colt)
- Colt M1905 New Marine (USA – Revolver – .38 Long Colt)
- Colt M1908 Army Special (USA – Revolver – .38 Special)
- Colt New Service Revolver (USA – Revolver – .38 Special, .357 Magnum, .38-40, .44 Special, .44-40, .45 Colt, .45 ACP, & .455 Eley)
  - Colt M1909 (USA – Revolver – .45 Colt)
  - Colt M1917 (USA – Revolver – .45 ACP)
  - Colt New Service Target (USA – Revolver – .44 Special, .45 Colt, & .45 ACP)
  - Colt Shooting Master (USA – Revolver – .38 Special, .357 Magnum, .44 Special, .45 Colt, & .45 ACP)
- Colt Pocket Positive (USA – Revolver – .32 Colt Police Positive/Colt New Police/.32 S&W Long)
- Colt Police Positive (USA – Revolver – .32 Police Positive/.32 S&W Long & .38 Colt Police Positive/.38 S&W)
  - Colt Police Positive Target (USA – Revolver – .22lfB & .32 Colt Police Positive)
  - Colt Bankers Special (USA – Revolver – .22lfB & .38 Colt Police Positive)
- Colt Police Positive Special (USA – Revolver – .32-20 WCF & .38 Special)
  - Colt Detective Special (USA – Revolver – .22lfB, .32 Colt New Police, & .38 Special)
    - Colt Cobra (USA – Revolver – .22lfB, .32 Colt New Police, & .38 Special)
    - Colt Agent (USA – Revolver – .38 Special)
    - Colt Commando (USA – Revolver – .38 Special)

  - Colt Diamondback (USA – Revolver – .22lfB & .38 Special)
  - Colt Viper (USA – Revolver – .38 Special)
- Colt Official Police (USA – Revolver – .22lfB, .38 S&W, & .38 Special)
  - Colt Army Special (USA – Revolver – .32-20 WCF, .38 Special, & .41 Long Colt)
  - Colt Officers Model Special (USA – Revolver – .22lfB)
  - Colt Officers Model Target (USA – Revolver – .38 Special)
  - Colt Officers Model Match (USA – Revolver – .22lfB & .38 Special)
  - Colt Commando (USA – Revolver – .38 Special)
  - Colt Marshall (USA – Revolver – .38 Special)
  - Colt .357 (USA – Revolver – .357 Magnum)
  - Colt Trooper (USA – Revolver – .357 Magnum)
- Colt Python (USA – Revolver – .357 Magnum)
- Colt Python Hunter (USA – Revolver – .357 Magnum)
- Colt Python Silhouette (USA – Revolver – .357 Magnum)
- Colt Python Target (USA – Revolver – .38 Special)
- Colt Frontier Scout (USA – Revolver – .22lfB)
  - Colt Buntline Scout (USA – Revolver – .22lfB)
- Colt Trooper Mk III (USA – Revolver – .22lfB, .22 Magnum, & .357 Magnum)
  - Colt Border Patrol (USA – Revolver – .357 Magnum)
  - Colt Lawman Mk III (USA – Revolver – .357 Magnum)
  - Colt Metropolitan Mk III (USA – Revolver – .38 Special)
  - Colt Official Police Mk III (USA – Revolver – .38 Special)
- Colt Trooper Mk V (USA – Revolver – .357 Magnum)
  - Colt Lawman Mk V (USA – Revolver – .357 Magnum)
  - Colt Boa (USA – Revolver – .357 Magnum)
  - Colt Peacekeeper (USA – Revolver – .357 Magnum)
- Colt King Cobra (USA – Revolver – .357 Magnum)
- Colt Anaconda (USA – Revolver – .44 Magnum & .45 Colt)
- Colt SF-VI (USA – Revolver – .38 Special)
  - Colt DS-II (USA – Revolver – .38 Special)
  - Colt Magnum Carry (USA – Revolver – .357 Magnum)
  - Colt Survivor (USA – Revolver)

### Colt-Gewehre
- Colt Accurized Rifle (USA – Selbstladegewehr – 5,56 × 45 mm NATO)
- Colt ACR (USA – Sturmgewehr – 5,56 × 45 mm NATO)
- Colt AR-15 SP1 (USA – Selbstladegewehr – 5,56 × 45 mm NATO)
- Colt AR15A2 (USA – Selbstladekarabiner – 5,56 × 45 mm NATO)
- Colt-Burgess Rifle
- Colt-Lightning Magazine Rifle
- Colt Model 1855 Sidehammer Revolver (inkl. Root Rifles)
- Colt M16 (USA – Sturmgewehr – 5,56 × 45 mm NATO)
  - Colt M16A1 (USA – Sturmgewehr – 5,56 × 45 mm NATO)
  - Colt M16A2 (USA – Sturmgewehr – 5,56 × 45 mm NATO)
  - Colt M16A3 (USA – Sturmgewehr – 5,56 × 45 mm NATO)
  - Colt M16A4 (USA – Sturmgewehr – 5,56 × 45 mm NATO)
- Colt M4 (USA – Verkürztes Sturmgewehr – 5,56 × 45 mm NATO)
  - Colt M4A1 (USA – Verkürztes Sturmgewehr – 5,56 × 45 mm NATO)

## Combined Service Forces
- Combined Service Forces (Hsing-Hua Arsenal) MG75 (Taiwan – lMG – 5,56 × 45 mm NATO)
- Combined Service Forces (Hsing-Hua Arsenal) T75 (Taiwan – Pistole – 9 × 19 mm)
- Combined Service Forces (Hsing-Hua Arsenal) T77A1 (Taiwan – Scheibenbüchse – 9 × 19 mm)
- Combined Service Forces (Hsing-Hua Arsenal) Type 65 (Taiwan – Sturmgewehr – 5,56 × 45 mm NATO)
  - Combined Service Forces (Hsing-Hua Arsenal) Type 65-K2 (Taiwan – Sturmgewehr – 5,56 × 45 mm NATO)
- Combined Service Forces (Hsing-Hua Arsenal) Type 86 (Taiwan – Sturmgewehr – 5,56 × 45 mm NATO)

## Cobb Manufacturing Inc.
- Cobb FA50 (USA – Einzelladergewehr – 12,7 × 99 mm NATO)
- Cobb MCR (USA – Sturmgewehr – Verschiedene Kaliber)

## CO…
- Christensen Arms Carbon Tactical (USA – Repetiergewehr)
- CIA Deer Gun (USA – Einzelladerpistole – 9 × 19 mm)
- Ciener Ultimate Over/Under (USA)
- CIS 50MG (Singapur – sMG – 12,7 × 99 mm NATO)
- Civil Defence Supply MP5-224 (Deutschland/UK – Maschinenpistole – .224 BOZ)
- Civil Defence Supply G-224 (Österreich/UK – Pistole – .224 BOZ)
- Civil Defence Supply PPW (UK/USA – Pistole – .224)
- Claridge Hi-Tec C-9 (USA)
- Claridge Hi-Tec/Gonz Pistol (USA – Pistole)
- Cobray CM-11 (USA – Selbstladekarabiner – 9 × 19 mm)
- Cobray M11/9 (USA – Maschinenpistole – 9 × 19 mm)
- Cobray The Rogue AOW (USA – Vorderschaftrepetierflinte)
- Coonan Model A (USA – Pistole – .357 Magnum)
  - Coonan Model B (USA – Pistole – .357 Magnum)
- Commando (Revolver 9 mm)

## CR…
- Crossfire Mk 1 (USA – Vorderschaftrepetierflinte / Gewehr – 5,56 × 45 mm NATO/Kaliber 12)

## CU…
- Cugir M92 (Rumänien – Pistole – 9 × 19 mm)

## CZ – Česká zbrojovka
- ČZ 22 (Tschechoslowakei – Pistole – 9 × 17 mm ER; 6,35 × 15 mm HR)
- ČZ 24 (Tschechoslowakei – Pistole – 9 × 17 mm)
- ČZ 27 (Tschechoslowakei – Pistole – 7,65 × 17 mm)
- ČZ 36 (Tschechoslowakei – Pistole – 6,35 × 15mm/.25acp)
- ČZ 38 (Tschechoslowakei – Pistole – 9 × 17 mm)
- ČZ 40 (Tschechoslowakei – Pistole – .40 S&W)
- ČZ 45 (Tschechoslowakei – Pistole – 6,35 × 15mm/.25acp)
- ČZ 50 (Tschechoslowakei – Pistole – 7,65 × 17 mm)
- ČZ 52 (Tschechoslowakei – Pistole – 7,62 × 25 mm)
- ČZ 70 (Tschechoslowakei – Pistole – 7,65 × 17 mm)
- ČZ 75 (Tschechoslowakei – Pistole – 9 × 19 mm & .40 S&W)
- ČZ 82 (Tschechoslowakei – Pistole – 9 × 18 mm)
- ČZ 83 (Tschechoslowakei – Pistole – 7,65 × 17 mm, 9 × 17 mm, & 9 × 18 mm)
- ČZ 85 (Tschechoslowakei – Pistole – 9 × 19 mm & .40 S&W)
- ČZ 92 (Tschechoslowakei – Pistole – 6,35 mm)
- ČZ 97B (Tschechoslowakei – Pistole – .45 ACP)
- ČZ 99 (Tschechoslowakei – Pistole – 9 × 19 mm & .40 S&W)
  - ČZ 99S

- ČZ 100 (Tschechoslowakei – Pistole – 9 × 19 mm & .40 S&W)
- ČZ 101 (Tschechoslowakei – Pistole – 9 × 19 mm & .40 S&W)
- ČZ 110 (Tschechoslowakei – Pistole – 9 × 19 mm & .40 S&W)
- ČZ 122 (Tschechoslowakei – Pistole – .22lfB)
- ČZ 452 2E (Tschechoslowakei – Repetiergewehr – .22 lfB)

- ČZ 502 aka Gewehr vz. 52 (Tschechoslowakei – Selbstladegewehr – 7,62 × 45 mm)
- ČZ 502.5 (Tschechoslowakei – Flinte – .222R/6,5 × 55 mm / 7 × 57 mm R/.308W-20/76,12/70)
- ČZ 511 (Tschechoslowakei – Selbstladegewehr – .22 lfB)
- ČZ 550 (Tschechoslowakei – Repetiergewehr)
- ČZ 581 (Tschechoslowakei – Flinte)
- ČZ 584 (Tschechoslowakei – Flinte)

- ČZ 700 (Tschechoslowakei – Scharfschützengewehr – 7,62 × 51 mm NATO)
- ČZ 750 (Tschechoslowakei – Scharfschützengewehr – 7,62 × 51 mm NATO)

- ČZ 805 BREN (Tschechoslowakei – Sturmgewehr – 5,45 × 39 mm, 7,62 × 39 mm)

- ČZ Model 2 (Tschechoslowakei – Repetiergewehr – .22 lfB)
- ČZ Model 23 (Tschechoslowakei – MPi)
  - ČZ Model 24 (Tschechoslowakei – MPi)
  - ČZ Model 25 (Tschechoslowakei – MPi)
  - ČZ Model 26 (Tschechoslowakei – MPi)
- CZ Lada (Tschechoslowakei – Sturmgewehr – 5,45 × 39 mm)
  - ČZ 2000 (Tschechoslowakei – Sturmgewehr – 5.56 mm NATO)
- CZ Scorpion (Tschechoslowakei – Maschinenpistole – 7,65 × 17 mm, 9 × 17 mm, 9,2 × 18 mm, & 9 × 19 mm)
- Sa vz. 58 (Tschechoslowakei – Sturmgewehr – 7,62 × 39 mm)
- ČZ TT (Tschechische Republik – Pistole 9 × 19 mm /;.40 S&W;.45ACP)

### Czech Weapons
- CZW 127 (Tschechische Republik – Anti-materiel rifle – 12,7 × 108 mm)

## CZ – Zastava
- CZ-99 (Serbien – Selbstladepistole – 9 × 19 mm;.45 ACP;.40 S&W)